# Бурхард III фон Кверфурт
Бурхард III (IV) фон Кверфурт (на немски: Burkhard III (IV) von Querfurt; * пр. 1170; † 1190 в Антиохия, Палестина) от фамилията на графовете Кверфурт и на род Мансфелд, е бургграф на Магдебург в архиепископството Магдебург (1177/1178 – 1190).

## Произход
Той е син на Бурхард II фон Кверфурт († сл. 4 октомври 1177/1178), бургграф на Магдебург (1155 – 1178), и съпругата му Мехтилд фон Глайхен-Тона († сл. 1200), дъщеря на граф Ламберт I фон Глайхен-Тона-Берг († 1149) и Матилда де Аре († сл. 1146).
Брат е на Конрад I фон Кверфурт († убит 2 декември 1202), епископ на Хилдесхайм (1194 – 1202), епископ на Вюрцбург (1201 – 1202), канцлер на римско-немския крал Филип Швабски. Брат му Гебхард IV фон Кверфурт († ок. 1213) е бургграф на Магдебург (1190 – 1209).
Бурхард III умира през 1190 г. в Антиохия и е погребан там в църквата „Св. Павел“. Линията Кверфурт се прекратява през 1496 г.

## Фамилия
Бурхард III се жени 1189 г. за графиня София фон Ветин († декември 1189), дъщеря на граф Хайнрих I фон Ветин и съпругата му София фон Зомершенбург († 1189), дъщеря на Фридрих II фон Зомершенбург, пфалцграф на Саксония, и съпругата му графиня Луитгард фон Щаде (по-късно кралица на Дания). Те имат един син:
- Бурхард IV фон Кверфурт (V) († 2 април 1247), бургграф на Магдебург (1209 – 1243/1247), женен 1189 г. за графиня София фон Вилдунген († сл. 2 април 1247)